# 列日剧院
列日剧院（法語：Théâtre de Liège）是一家位于比利时列日的剧院，剧院前身是1918年启用的文理剧院（Théâtre du Gymnase），2011年开始翻修，并于2013年10月正式向公众开放。

## 历史
列日剧院的前身是比利时君主阿尔贝一世于1918年设立的国家文理剧院，时至今日，列日剧院仍以比利时君主创立的剧院为人所知。剧院一度被拆除，1939年又被重建。
1973年，该剧院临时迁至伊瑟尔广场（Place d'Yser），并更名为新文理剧院（Théâtre du Nouveau Gymnase）。十年后，剧院更名为广场剧院（Théâtre de la Place）。尽管是以临时名义迁至伊瑟尔广场，但该剧院多年来一直未做迁移。
2011年，剧院开始进行翻修，计划总投入为1930万欧元。2013年，剧院翻修完成，并迁至现址8月20日广场（Place du XX août），同时剧院亦更名为现名“列日剧院”，剧院翻修实际投入2350万欧元，其中过半资金来源于比利时法语社群，余下的资金分别来源于列日市政府、瓦隆大区和列日省政府。剧院翻修后，位于伊瑟尔广场的原址被拆除。

## 标志被模仿事件

列日剧院标志

2015年7月24日，2020年东京奥运及2020年东京会徽正式公布，该标志由佐野研二郎所设计，会徽公布后不久便被揭与列日剧院标志雷同，涉嫌抄袭。标志设计者奥利维·德比（Olivier Debie）和列日剧院后来于8月13日向国际奥林匹克委员会提起诉讼，要求其停用该会徽。后来2020年东京奥运组织委员会于9月1日宣布停用原会徽，并重新征选奥运及残奥会徽。9月21日，列日剧院宣布撤诉，而德比则继续其诉讼。